# Bahnhof Allendorf (Eder)
Der Bahnhof Allendorf (Eder) befindet sich südlich des Ortes Allendorf (Eder) im nordhessischen Landkreis Waldeck-Frankenberg. Er liegt an der Abzweigung der Oberen Edertalbahn von der Bahnstrecke Nuttlar–Frankenberg und steht unter Denkmalschutz.

## Geschichte

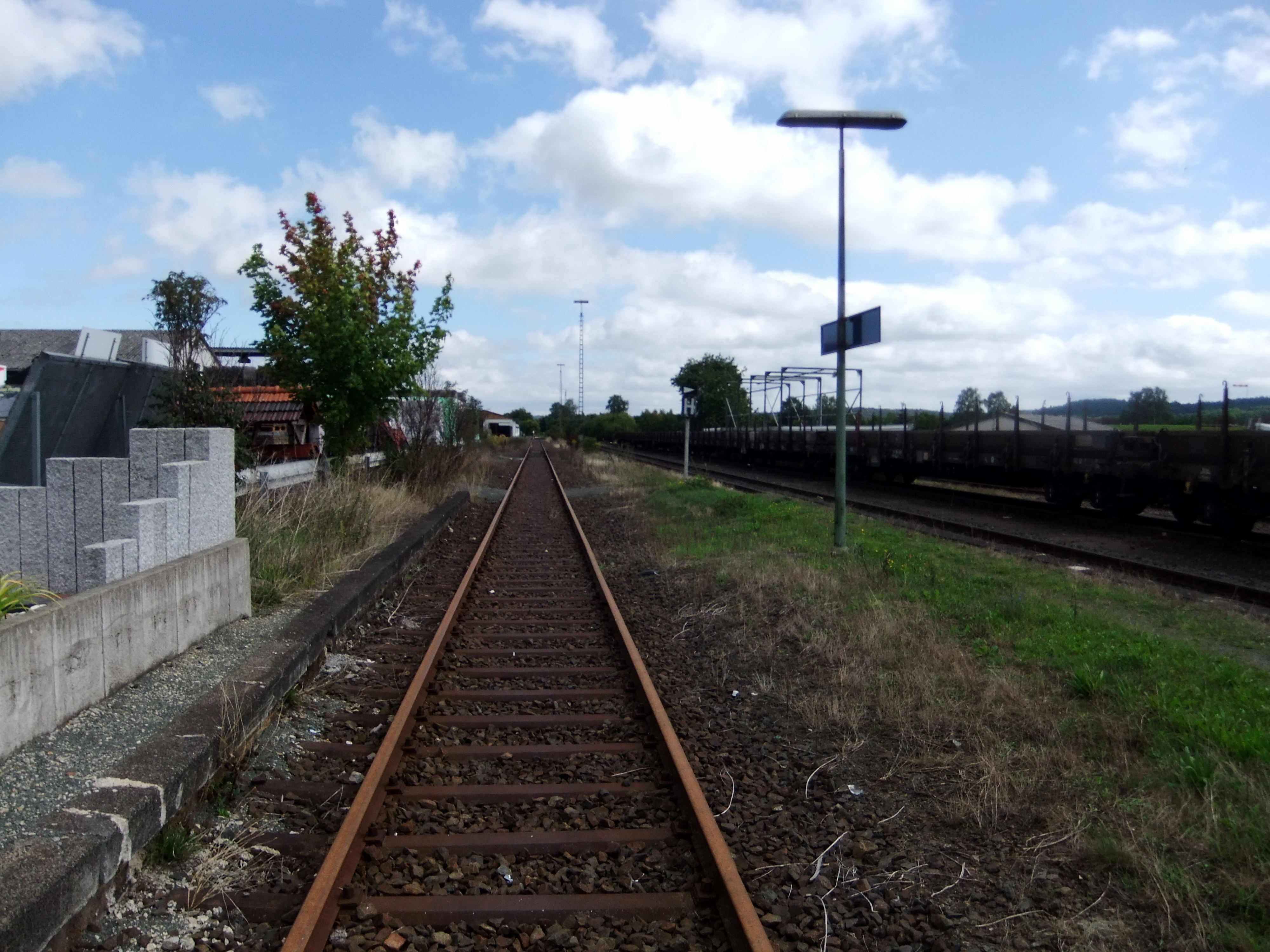
Ein Teil der Gleisanlagen mit Güterzug

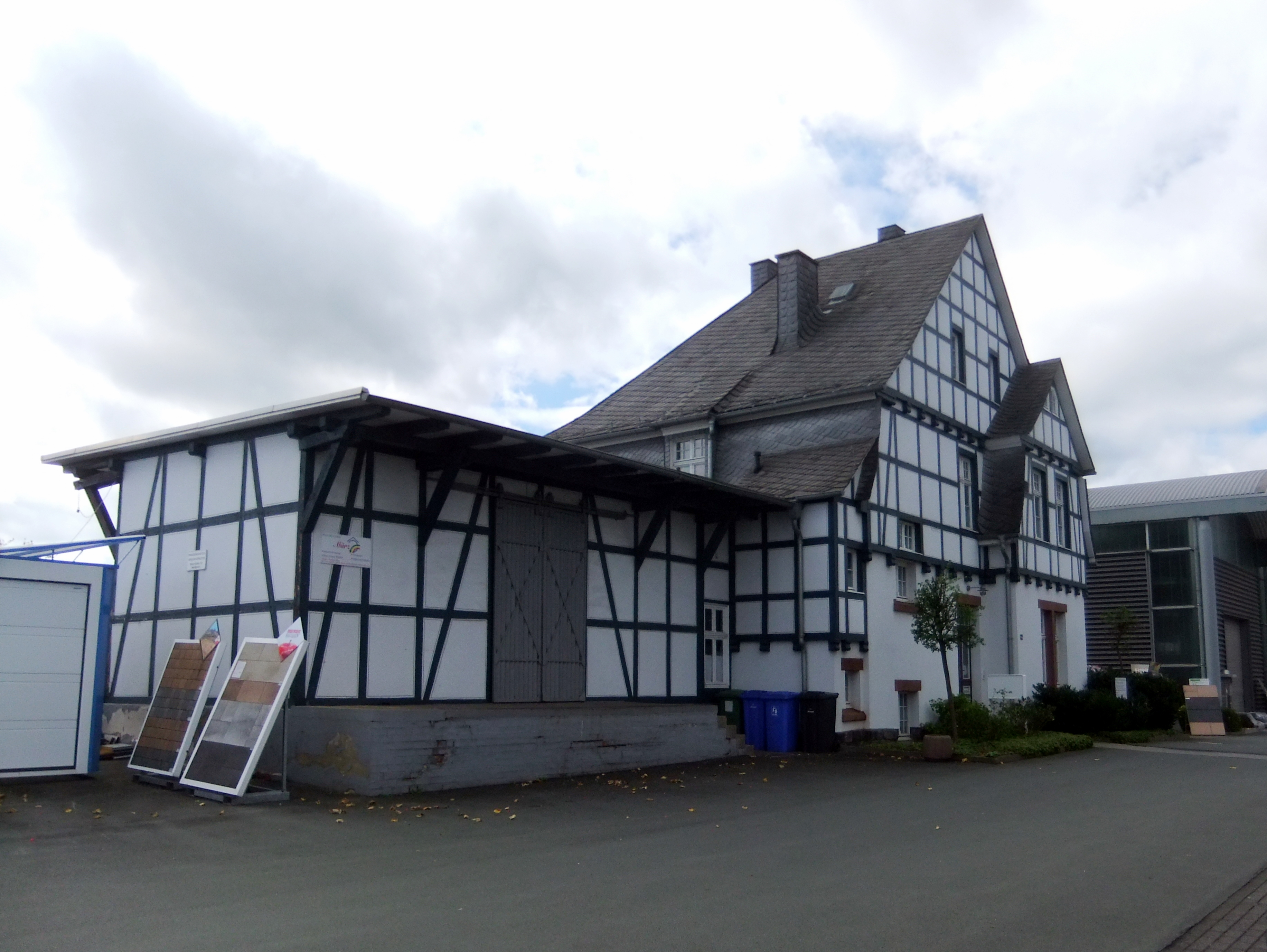
Empfangsgebäude mit Anbau

Am 22. Januar 1906 wurde mit dem Bau des letzten Streckenabschnitts der Bahnstrecke Nuttlar–Frankenberg zwischen Bromskirchen und Frankenberg begonnen. Im Laufe der Arbeiten waren bis zu 600 Fremdarbeiter in Allendorf untergebracht. Am 1. Dezember 1908 wurde die Strecke eröffnet. Am 17. November 1910 wurde der erste Abschnitt der in Allendorf abzweigenden Bahnstrecke nach Bad Berleburg bis Hatzfeld in Betrieb genommen, bis 15. August 1911 war die Gesamtstrecke fertiggestellt.
Der Bahnhof verfügte über umfangreiche Anlagen für den Güterverkehr, in der Nähe befinden sich Gleisanschlüsse zum benachbarten Werk der Firma Viessmann.
Am 14. November 1966 wurde der Verkehr auf der Bahnstrecke Nuttlar–Frankenberg in Richtung Winterberg eingestellt. Die Strecke zwischen Frankenberg und Allendorf wurde noch bis 1981 für durchgehende Verbindungen auf der Oberen Edertalbahn genutzt. Am 30. Mai 1981 folgte die Einstellung des verbliebenen Personenverkehrs zwischen Frankenberg und Bad Berleburg. Der durchgehende Güterverkehr wurde am 15. Dezember 2002 eingestellt.
Von 2005 bis 2007 fuhren unter Federführung der Kurhessenbahn von Mai bis Oktober regelmäßig an Sonn- und Feiertagen zwischen Frankenberg und Battenberg-Auhammer Ausflugszüge mit Triebwagen der DB-Baureihe 628. Seitdem findet Personenverkehr sporadisch im Ausflugsverkehr zu Veranstaltungen wie der Eder-Bike-Tour statt. Zwischen Frankenberg und Battenberg findet heute noch Güterverkehr statt.
Bis zum Fahrplanwechsel 2016/17 wurde die Entladeanlage für Flüssiggas am südlichsten Gleis noch für den Güterverkehr für Viessmann angefahren.

## Empfangsgebäude
Das Empfangsgebäude wurde 1910 im Stil des ländlichen Neobarock von Alois Holtmeyer entworfen. Der Typenbau ist dabei ähnlich gestaltet wie beispielsweise das Empfangsgebäude in Röddenau.  Der traufständige zweigeschossige Hauptbau aus Sichtfachwerk weist zur Schienenseite einen Walm auf, während an der Straßenseite ein Giebel errichtet wurde. Von den ursprünglich zwei Fachwerk-Anbauten ist nur einer erhalten. Das Gebäude befindet sich heute in Besitz der Firma Balzer GmbH & Co. KG.

## Anlagen
Neben dem Streckengleis mit einem Außenbahnsteig liegt noch das Gleis am ehemaligen Hausbahnsteig, auf der südlichen Seite des Streckengleises sind noch zwei weitere beidseitig angebundene Abstellgleise vorhanden. Am südlichsten Gleis befindet sich eine ungenutzte Entladeanlage für Flüssiggas.